# Ropsten (tunnelbanestation)
Ropsten är en station inom Stockholms tunnelbana vid Ropsten i stadsdelen Hjorthagen inom Stockholms innerstad. Den är slutstation för röda linjens tunnelbanelinje 13 från Norsborg. I stationskomplexet ingår också en terminal för Lidingöbanan, och bussterminal för bussar till olika delar av Lidingö.

## Om stationen

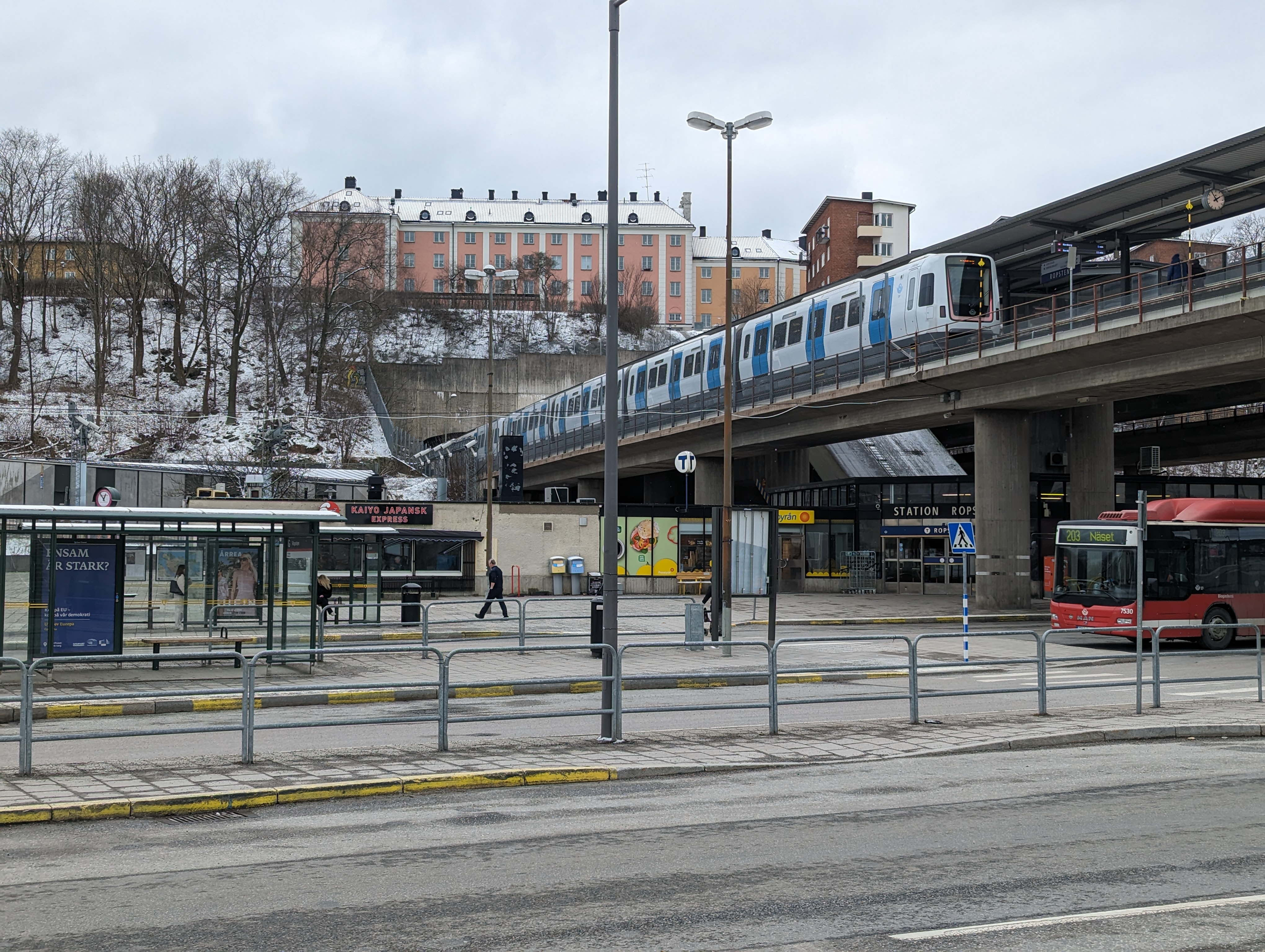
Stationen och viadukten, mars 2023.

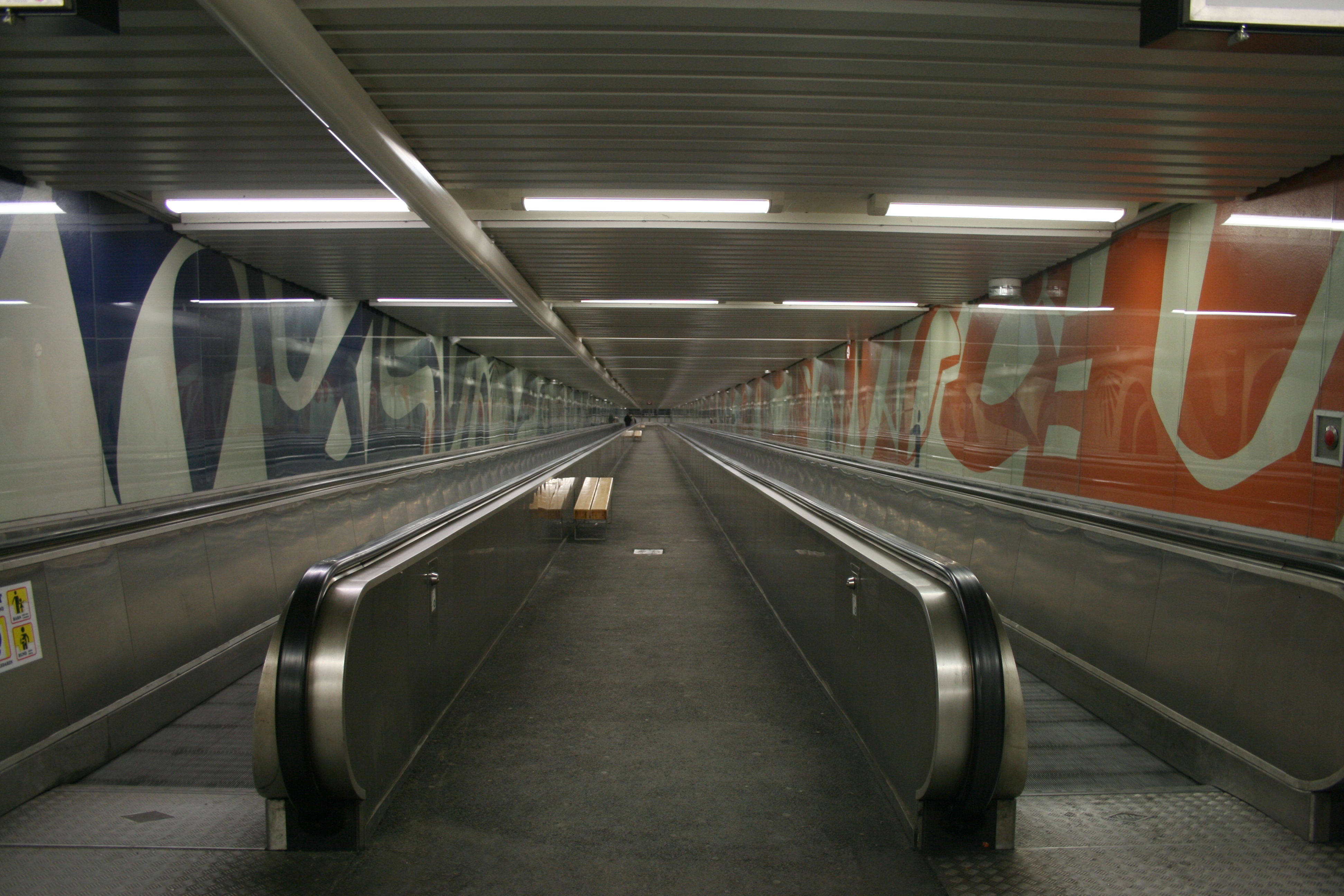
Rullbandet till stationsplattformen.

Stationen ligger utomhus på en viadukt över Ropstensplan. Den ligger 5,1 kilometer från Slussen. Vid tiden för tunnelbanelinjens tillkomst till Ropsten planerades tunnelbanan fortsätta via en separat bro för enbart spårbunden trafik, förlagd norr om gamla Lidingöbron, över till Lidingö och vidare över till Bogesundslandet som vid denna tid var tänkt att bebyggas med bostäder. Ritningsskisser på den extra tunnelbanebron togs fram av Lidingö stadsbyggnadskontor i samband med att nya Lidingöbron (1971) projekterades. Ett principbeslut togs av Lidingö stadsfullmäktige 1966 att dra ut tunnelbanan till Lidingö men dessa planer skrinlades dock. År 2012 var det återigen diskussion om bron, eftersom den gamla bron var i dåligt skick och en stor renovering behövs, och att en ny bro planeras. Troligen blir det i så fall en ren spårvägsbro (med cykelbana), inte en tunnelbanebro eller kombinerad.
Ropstens station och Ropstensplan utgör navet för kollektivtrafiken till Lidingö. Här ansluter Lidingöbanan och de flesta av öns busslinjer. Det finns också en stationsentré uppe i bostadsområdet Hjorthagen med ett långt rullband ner till stationsplattformen.
Stationen invigdes med sträckan Östermalmstorg–Ropsten av kung Gustaf VI Adolf den 2 september 1967, dagen innan Sverige gick över till högertrafik.

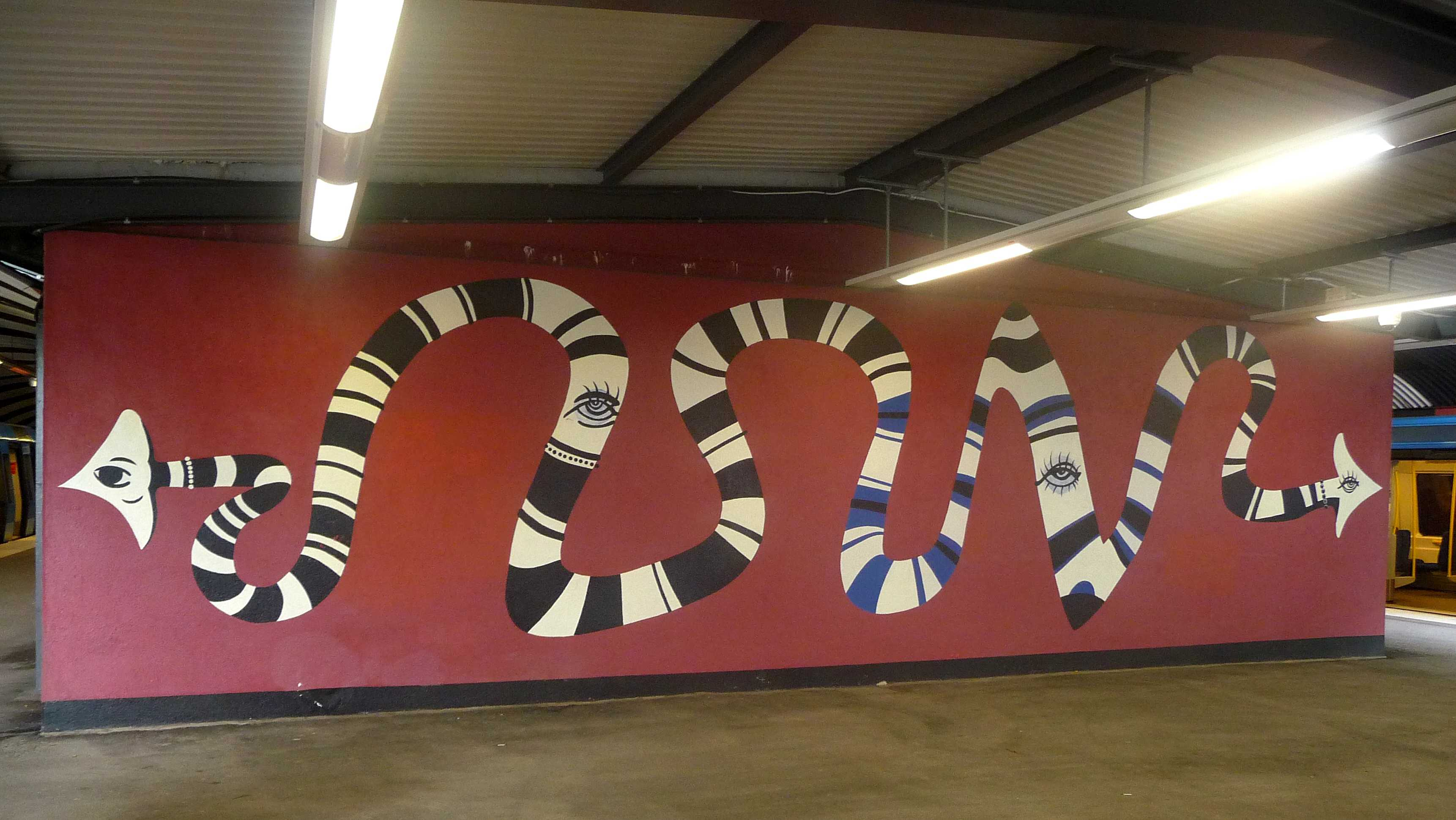
Tunnelbanekonst.

Den konstnärliga utsmyckningen är gjord av Roland Kempe och Matts Jungstedt. Ropsten är ett tidigt exempel på målade stationer. Roland Kämpe har färgsatt det korrugerade plåttaket i svart och vitt samt målat en slingrande orm med pilformade huvuden samt målat de lekfulla målningarna i den 125 meter långa gången mot Hjorthagen. Den smidda grinden vid utgången mot Hjorthagen är skapad av Matts Jungstedt. Konstverken skapades 1971 och 1980.

## Lidingöbanan
Eftersom Innerstadens spårvägsnät lades ned samma dag som tunnelbanesträckan invigdes upphörde möjligheten för spårvagnarna från Lidingö att nå sin tidigare ändhållplats vid Humlegården, varför en ny terminal anlades i anslutning till tunnelbanestationen. Denna entrébyggnad är byggd i korrugerad plåt av något provisorisk karaktär, eftersom man då räknade med att Lidingöbanorna skulle läggas ned inom en nära framtid.  Den kan nås såväl från tunnelbaneplattformens norra ände som från en trappa utifrån. Under Lidingöbanans avstängning 2013 till 2015 byggdes hållplatsen om för bredare vagnar av typ A36 och i samband med det revs det mittersta av de tre spåren så att en bredare mittplattform kunde anläggas. När den nya så kallade Lilla Lidingöbron tas i bruk och den gamla bron rivs kommer sannolikt denna terminal att ersattas av en hållplats i gatuplan i samband med att Lidingöbanan kopplas samman med Spårväg City. Någon tidplan för detta är inte fastslagen.

## Bussterminal
I anslutning till stationen finns en bussterminal för huvuddelen av busstriden till Lidingö, samt ett antal innerstadslinjer.

## Framtid
I samband med planerna för Norra Djurgårdsstaden ska Ropsten i framtiden få en mer stadsmässig miljö, med handel, bostäder och kontor. Stockholms stads och SL:s preliminära planer innebär en bussterminal inomhus under Lidingöbron. Spårväg City och Lidingöbanan får genomgående trafik med en hållplats sydväst om bussterminalen, i markplan. Hållplatsen kan öppnas samtidigt som en ny bro till Lidingö för spårväg, gång- och cykeltrafik färdigställs 2023. Det finns ingen definitiv tidsplan för bussterminalen.